# Cañón White
El cañón White fue un cañón rayado de retrocarga construido por el británico John White en Lima durante la guerra del Pacífico en 1880.

## Historia
En octubre de 1879, el ministro de Hacienda Juan Químper le encargó a John White y a Juan Grieve fabricar cañones en Lima, durante el gobierno de Mariano Ignacio Prado.
John White era dueño de la fundición de Piedra Liza en Lima y ahí fabricó sus cañones. 
El informe de la Junta facultativa nombrada por la Secretaría de Guerra del 23 de marzo de 1880 se mostró totalmente desfavorable al cañón White y pidió que se acepten los 16 que tenía ya construidos pero previamente debían mejorarse las miras y rectificar el obturador para evitar el escape de gas. Sin embargo, el gobierno de Nicolás de Piérola mandó a fabricar más cañones.
Se fabricaron 80 cañones White que participaron en la Campaña de Lima a un costo aproximado de S/. 957.11 de 24 peniques por cañón corto con cureña pero sin dotación de proyectiles. Muchos de estos cañones fueron tomados por el ejército chileno pero no los adoptó por no creerlos apropiados para su ejército. Algunos fueron salvados por peruanos y fueron utilizados en la Campaña de la Resistencia, inclusive 3 participaron en el ejército peruano en la batalla de Huamachuco.

## Características generales
El cañón White era una copia del Vavasseur modelo 71 de 55 mm, con algunas variantes. Este tipo de cañón estaba en el fuerte Santa Catalina en Lima.
El cañón White era de bronce y su cerrojo era de cuña prismática con obturador de acero. El proyectil pesaba 2,09 kg.
El 22 de noviembre de 1880, se llevó a cabo una prueba de artillería en Canto Grande en donde reventaron 3 cañones, 4 terminaron rajados, 3 con alteraciones en las cuñas y varios con el oído o fogón, orificio de la culata donde se introduce la mecha, dilatado. Las investigaciones realizadas descubrió que la aleación metálica con que se fabricaban los cañones White solo tenían 82,1 % de cobre cuando debían tener 87 % como mínimo. 
Se fabricaron 31 cañones cortos o de montaña y 49 largos o de campaña.